# Mad Pride

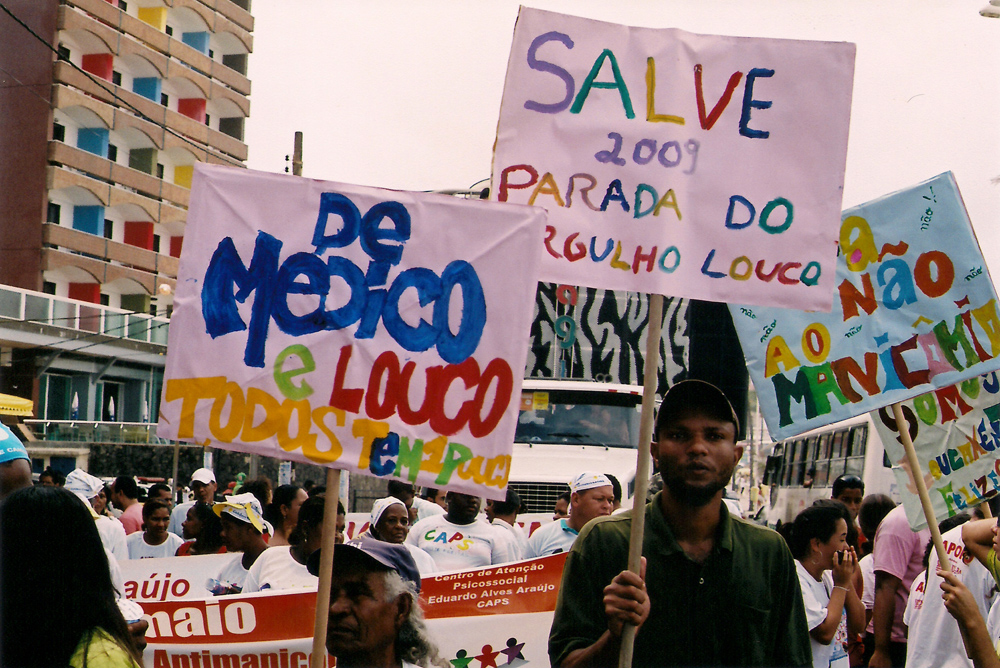
Mad Pride in Salvador, Bahia, Brazilië, 2009

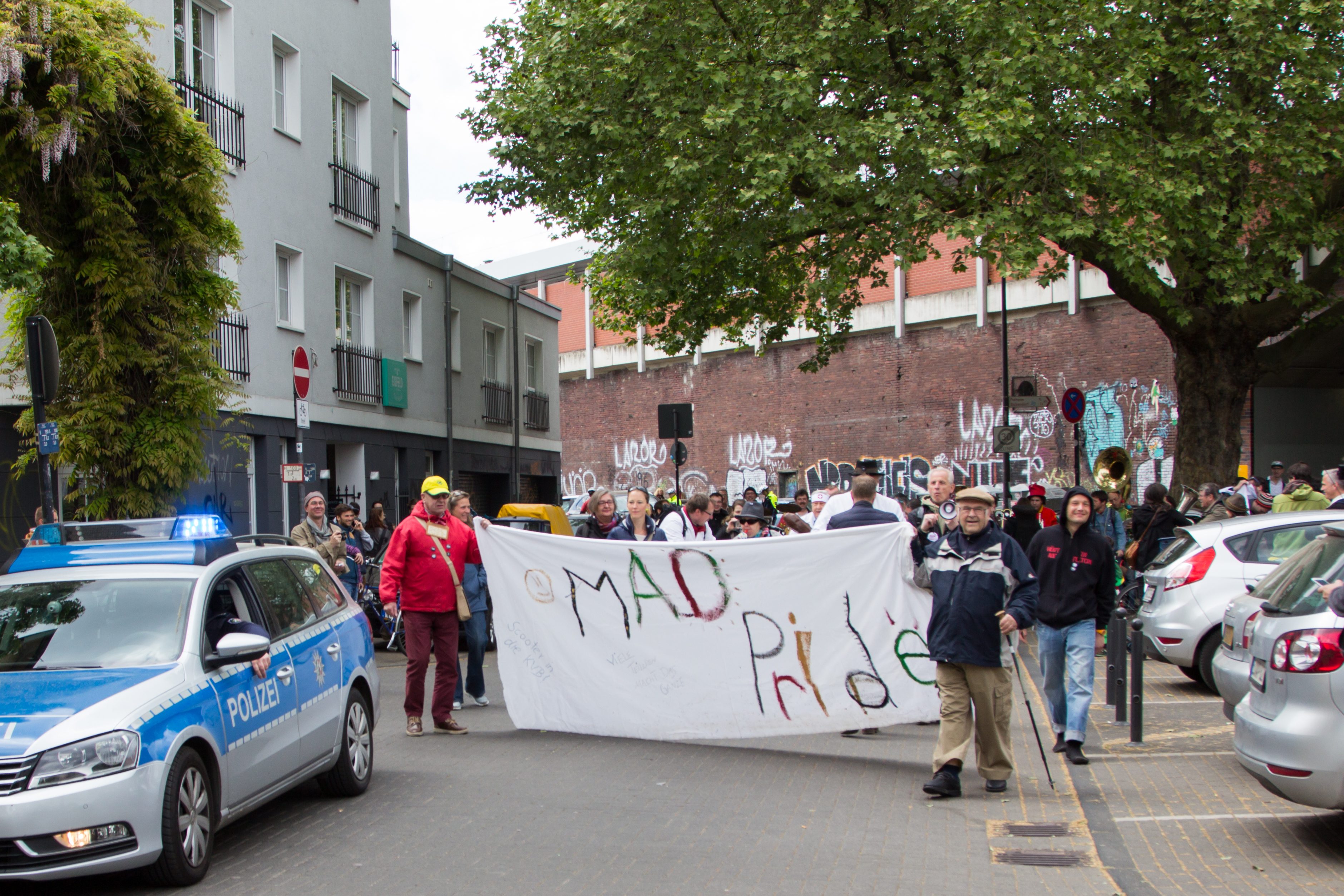
Mad Pride Parade Keulen, 2016

Mad Pride is een beweging van cliënten en ex-cliënten van de geestelijke gezondheidszorg en hun bondgenoten. Mad Pride-activisten zien waanzin en gekte als een positieve identiteit en proberen termen als "gek" in het Nederlands en "nutter", "mad" en "psycho" in het Engels als geuzennamen in gebruik te nemen. Door campagnes proberen Mad Pride activisten het grote publiek voor te lichten over onderwerpen als de oorzaken van psychische beperkingen, de beperkte keuze en dwang in de geestelijke gezondheidszorg en de ervaringen van cliënten in diezelfde geestelijke gezondheidszorg.
Er zijn sinds 1993 Mad Pride evenementen georganiseerd over de hele wereld van Australië tot Zuid-Afrika, die duizenden deelnemers wisten te trekken. In de 21ste eeuw zijn Mad Pride groepen ook steeds meer buiten de Engelstalige wereld te vinden. In Nederland komen aanhangers van de groep samen in een Facebookgroep.
'On Our Own: Patient-Controlled Alternatives to the Mental Health System', gepubliceerd in 1978 door Judi Chamberlin, is een fundamentele tekst in de Mad Pride beweging, hoewel het werd gepubliceerd voordat de beweging werd gelanceerd.

## Mad Studies
Een van de voortvloeisels uit de Mad Pride beweging zijn de zogeheten 'Mad Studies': "Net als vrouwenstudies, homostudies, Post-Colonial Studies en Black Studies, is er Mad Studies. Dit zijn academische studies die voortkomen uit emancipatiebewegingen. Mad Studies heeft zijn wortels in de consumer/survivor/ex-patient-beweging – zo noemt de cliëntenbeweging zich in de Verenigde Staten en Canada. Mad Studies bekijkt gekte en psychisch anders-zijn vanuit sociologisch, filosofisch en politicologisch perspectief."
Sinds de publicatie van het boek Mad matters: a critical reader in Canadian mad studies (LeFrançois, Menzies and Reaume, 2013) zijn er een tal van ontwikkelingen gaande op het gebied van Mad Studies. In 2014 was er op het International Disability studies Conference aan de Universiteit van Lancaster extra aandacht voor Mad Studies. In 2015 werden er twee Mad Studies conferenties georganiseerd in het Verenigd Koninkrijk. Er worden verschillende modules Mad Studies aan universiteiten in Berlijn en het Verenigd Koninkrijk aangeboden. Daarnaast is er in de virtuele wereld een levendige Mad Studies Facebook groep en een netwerk-website. In Nederland biedt sinds 2014 stichting Perceval Mad Studies-leesgroepen aan.

## Geschiedenis
Het eerste specifiek als een 'Pride' georganiseerde evenement werd gehouden op 18 september 1993 in Toronto, Canada, de zogenoemde "Psychiatric Survivor Pride Day". Deze werd voor het eerst gehouden in reactie op de vooroordelen van lokale gemeenschap ten opzichte van mensen met een verleden in de psychiatrie woonachtig in de wijk Parkdale. Sindsdien elk jaar in deze stad gehouden met uitzondering van 1996. Het begin van Mad Pride in het Verenigd Koninkrijk ging gepaard met de publicatie van een boek met dezelfde naam, Mad Pride: a celebration of mad culture, gepubliceerd in 2000. Een van de oprichters en activisten van de Mad Pride in het Verenigd Koninkrijk was de Engelse Pete Shaughnessy (zie Pete Shaughnessy op de Engelstalige Wikipedia), die later zelfmoord pleegde. Robert Dellar en 'Freaky Phil "Murphy behoorden tot de andere oprichters van de beweging. Op 11 mei 2008, vermeldde Gabrielle Glaser Mad Pride in The New York Times. Glaser verklaarde: "Just as gay-rights activists reclaimed the word queer as a badge of honor rather than a slur, these advocates proudly call themselves mad; they say their conditions do not preclude them from productive lives." De Mad Pride beweging werd verder genoemd in The Huffington Post.

## Mad Pride-evenementen

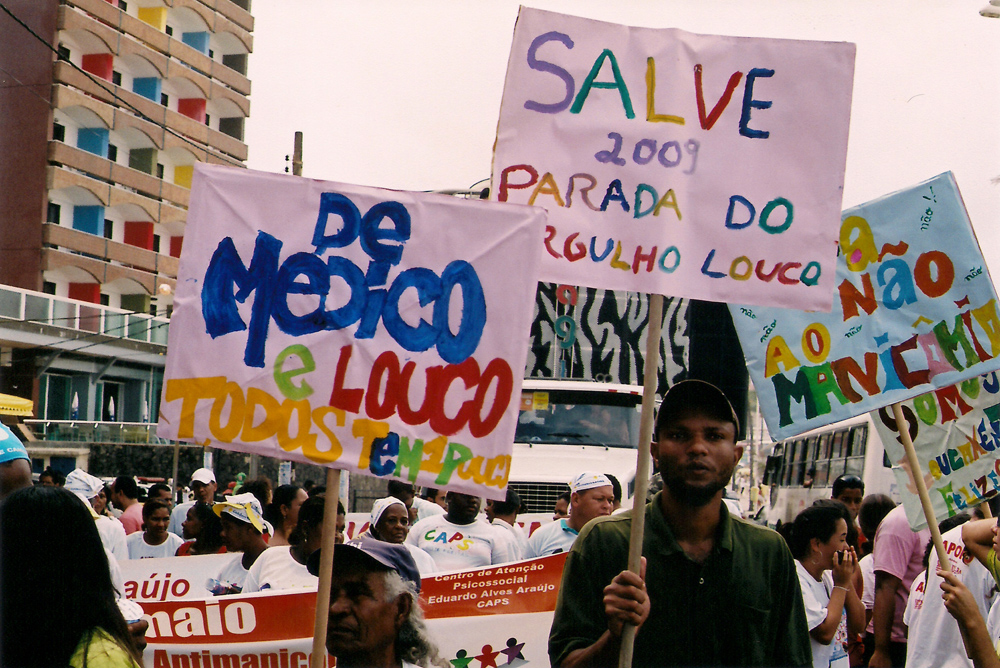
Mad Pride parade in Salvador, Brazil, in 2009

De Mad Pride beweging heeft geleid tot terugkerende culturele evenementen in Toronto, Londen en andere steden over de hele wereld. Deze gebeurtenissen bevatten vaak muziek, poëzie lezingen, filmvoorstellingen en straattheater, zoals bed push protesten, die gericht zijn op bewustwording over de slechte niveau van de keuze van behandelingen en het wijdverbreide gebruik van dwang in psychiatrische ziekenhuizen. Culturele Mad Pride evenementen zijn er in een verscheidenheid van vormen, zoals de Chipmunka Publishing onderneming, en de vele werken van Dolly Sen.
De ABC-tv-show Primetime: The Outsiders toonde een segment over de Mad Pride op 25 augustus 2009 met interviews met acteur Joey Pantoliano, de musicus Madigan Shive, en de oprichter van MindFreedom International David Oaks.
Mindfreedom International is een onafhankelijke non-profitorganisatie, die zich inzet voor vreedzame actie ten aanzien van de waarborging van mensenrechten in de geestelijke gezondheidszorg. Deze organisatie heeft een heleboel acties, die onder de noemer 'Mad Pride' georganiseerd zijn, in kaart gebracht.
In Brussel vond de eerste Mad Pride optocht in 2007 plaats. In Accra (Ghana) vond in 2006 en 2007 een Mad Pride mars plaats. In Torino (Italië) vond in 2012 een Mad Pride plaats. In Parijs wordt sinds 2014 jaarlijks een Mad Pride optocht georganiseerd. In Berlijn vond in 2013, 2014 en 2015 een Mad Pride bijeenkomst plaats samen met de gehandicapten-beweging: Die 'behindert und verrückt feiern' Pride Parade. In Ierland organiseert Mad Pride Ireland sinds 2008 "Mad Pride Ireland Free Family Fun Days".

## Bed push
Mad Pride week in Toronto is een jaarlijks festival met als een van de hoogtepunten de zogeheten bed push, waarbij een gekostumeerde groep mensen een bed (vaak met een aan het bed vastgebonden pop) door de straten van de stad duwt, de suggestie wekkend, dat ze uit een inrichting zijn ontsnapt.
In het Verenigd Koninkrijk worden jaarlijks meerdere bed push evenementen georganiseerd.